# Ander Gil
Andrés Gil García, aussi connu comme Ander Gil García, né le 9 février 1974 à Barakaldo, est un homme politique espagnol membre du Parti socialiste ouvrier espagnol (PSOE).
Sénateur de la circonscription de Burgos depuis novembre 2011, il est président du Sénat espagnol de 2021 à 2023.

## Biographie

### Vie privée
Il est marié et père d'un fils.

### Carrière politique
Sa première élection a lieu lors des élections municipales de 1995 ; il devient alors conseiller municipal de Valle de Mena. Le PSOE de Armando Robredo Cerro ayant remporté la majorité absolue des sièges du conseil municipal, André Gil est nommé conseiller à la Culture, à la Jeunesse, aux Sports, à l'Éducation et au Tourisme. Il exerce les mêmes fonctions après le scrutin de 1999. Il est de nouveau réélu en 2003 puis nommé premier adjoint au maire chargé de la Culture, de l'Éducation, du Tourisme et du Développement local. Il conserve cette fonction jusqu'à son élection comme parlementaire.
Le 20 novembre 2011, il est élu sénateur pour la circonscription de Burgos au Sénat. Il est réélu lors des scrutins de 2015 et de 2016.
À la suite de la victoire de Pedro Sánchez lors du 39e congrès fédéral du PSOE, il est nommé porte-parole du groupe parlementaire socialiste sénatorial le 20 juin 2017. Il remplace de fait le porte-parole nommé par la direction provisoire Vicente Álvarez Areces.
le 12 juillet 2021, il est élu président du Sénat en remplacement de Pilar Llop nommée ministre de la Justice.